# Renault FR1
Renault FR1 är en serie bussar från Renault.
Serien ersatte Renault X och tillverkades från 1987 till 1997, och finns med en 6-cylindrig turbodiesel med 303 eller 340 hk.
Bussarna ansiktslyftes 1997 och bytte namn till Renault Iliade.
- Wikimedia Commons har media som rör Renault FR1.